# Soller (Bad Münstereifel)
Soller is een plaats in de Duitse gemeente Bad Münstereifel, deelstaat Noordrijn-Westfalen.